# Run to You (canción de Whitney Houston)
«Run To You» (en español: «Corro hacia ti») es una canción interpretada por la cantante estadounidense Whitney Houston, lanzada como el cuarto sencillo del álbum The Bodyguard: Original Soundtrack Album (1992), la banda sonora de la película El guardaespaldas. Fue publicado bajo el sello discográfico Arista Records el 21 de junio de 1993.

## Historia
La canción fue compuesta por Jud Friedman y Allan Rich. Originalmente intentaba ser una canción de quiebre amoroso, y fue aprobada por la producción y el reparto. Sin embargo, un mes después, el director de El guardaespaldas (Mick Jackson) llamó, diciendo que le gustaba mucho la canción, pero que preferiría que fuera una canción de amor. La canción completa fue reescrita, exceptuando el título. A la producción y el reparto les encantó la nueva versión, la cual finalmente se incorporó a la banda sonora.

## Vídeo musical
Se produjo un video musical para promocionar el sencillo, dirigido por Mitchell Sinoway. Presenta escenas de El guardaespaldas intercaladas con escenas de una Houston angelical corriendo sobre las nubes. En la película, hay una escena en la que el guardaespaldas Frank Farmer (interpretado por Kevin Costner) ve el video de "Run to You" en la televisión y queda impresionado por la actuación de Houston.

## Posicionamiento en listas
| Listas (1993)                          | Máxima posición |
| -------------------------------------- | --------------- |
| Alemania (Offizielle Deutsche Charts)  | 58              |
| Australia (ARIA)                       | 72              |
| Estados Unidos (Billboard Hot 100)     | 31              |
| Estados Unidos (Radio Songs)           | 26              |
| Estados Unidos (Adult Contemporary)    | 10              |
| Estados Unidos (Hot R&B/Hip-Hop Songs) | 31              |
| Estados Unidos (Mainstream Top 40)     | 32              |
| Francia (SNEP)                         | 47              |
| Países Bajos (Dutch Top 40)            | 47              |
| Reino Unido (UK Singles Chart)         | 15              |